# Nävertorps kyrka
Nävertorps kyrka, också kallad Nävertorpskyrkan, är en kyrkobyggnad som tillhör Katrineholmsbygdens församling i Strängnäs stift. Kyrkan ligger i stadsdelen Nävertorp i västra Katrineholm.

## Kyrkobyggnaden
Kyrkan uppfördes åren 1964–1966 efter ritningar av arkitekten Johannes Olivegren och invigdes den 15 maj 1966. I kyrkans små fönster finns glasmålningar. Ovanför koret finns ett rosfönster. Konstnärlig utsmyckning är utförd av Randi Fisher och Ralph Bergholtz.
En fristående klockstapel är lika gammal som kyrkan. Den har senare kompletterats med fler klockor.

## Inventarier
Dopfunten och altaret är tillverkade av småländsk granit.

### Webbkällor
- Information från Katrineholmsbygdens församling